# Himalaya du Bhoutan
L'Himalaya du Bhoutan est une chaîne de montagne de l'Himalaya. À la frontière entre le Bhoutan et la Chine, elle se situe entre l'Himalaya de l'Assam à l'est et l'Himalaya du Sikkim à l'ouest. Son point culminant est le Gangkhar Puensum (7 570 m). Les autres sommets de plus de 7 000 m de la chaîne sont, d'ouest en est, le Chomolhari, le Teri Kang, le Tongshanjiabu, le Kangphu Kang, le Zongonphu Kang et le Kula Kangri.